# Marianne Jüngst
Marianne Jüngst, Ordensname Schwester Veronika Jüngst († 6. Dezember 1962 in Fritzlar) war eine deutsche Ordensschwester der Barmherzigen Schwestern vom hl. Vinzenz von Paul, die mehr als 50 Jahre in der Krankenpflege in der nordhessischen Stadt Fritzlar tätig war. Sie wurde im Jahre 1951 als erste Frau zur Ehrenbürgerin der Stadt ernannt.
Jüngst trat 1901 in den Fritzlarer Konvent des Ordens ein; ihr Ordensname war Schwester Veronika. Sie arbeitete ihr gesamtes Erwachsenenleben am Hospital zum Heiligen Geist in Fritzlar und wurde zu einer der bekanntesten Persönlichkeiten der kleinen Stadt. Im Juni 1951 wurde sie anlässlich ihres goldenen Ordensjubiläums und ihrer damals bereits 50 Jahre währenden Tätigkeit in Fritzlar zur Ehrenbürgerin ernannt.
Sr. Veronika Jüngst verstarb am 6. Dezember 1962 und wurde auf dem alten Friedhof der Stadt bei ihren schon früher verstorbenen Ordensschwestern beigesetzt.
Bei der Einweihung des zweiten Bauabschnittes zur Erweiterung des Hospitals im Jahr 2005 wurde ein von dem Bildhauer Ubbo Enninga aus Aluminium geschaffenes Negativrelief ihres Gesichts enthüllt.